# 彼得·奥姆齐赫特
彼得·赫尔曼·奥姆齐赫特（荷蘭語：Pieter Herman Omtzigt），荷兰海牙人，政治人物，荷兰国会二院议员。奥姆齐赫特曾是基督教民主呼籲（CDA）的成员，但于2021年退出该党，并以无党籍身份继续参政。2023年8月，他建立了一个名为“新社会契约”的新政党，其名称取自他在2021年发表的宣言《新社会契约》（Een nieuw sociaal contract）。